# 士別剣淵インターチェンジ

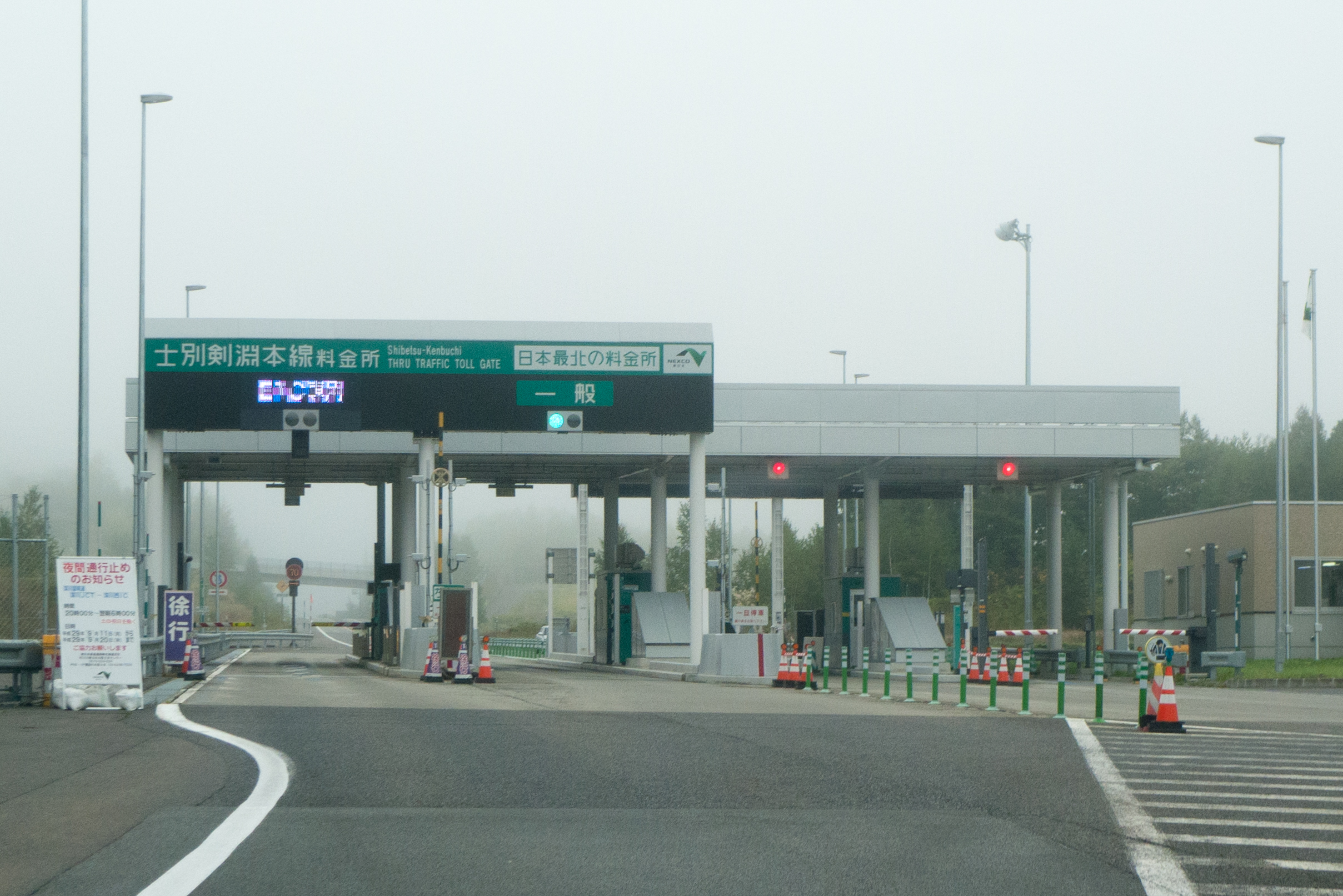
本線料金所。「日本最北の料金所」の文字が見える。

士別剣淵インターチェンジ（しべつけんぶちインターチェンジ）は、北海道上川郡剣淵町藤本町にある道央自動車道のインターチェンジ (IC)。士別市との境界に位置している。
東日本高速道路（NEXCO 東日本）管轄区間の最終ICとなり、本線上に士別剣淵本線料金所（日本最北の料金所）が設置されている。当IC以北は国土交通省北海道開発局の管轄（無料区間）となる予定。

## 歴史

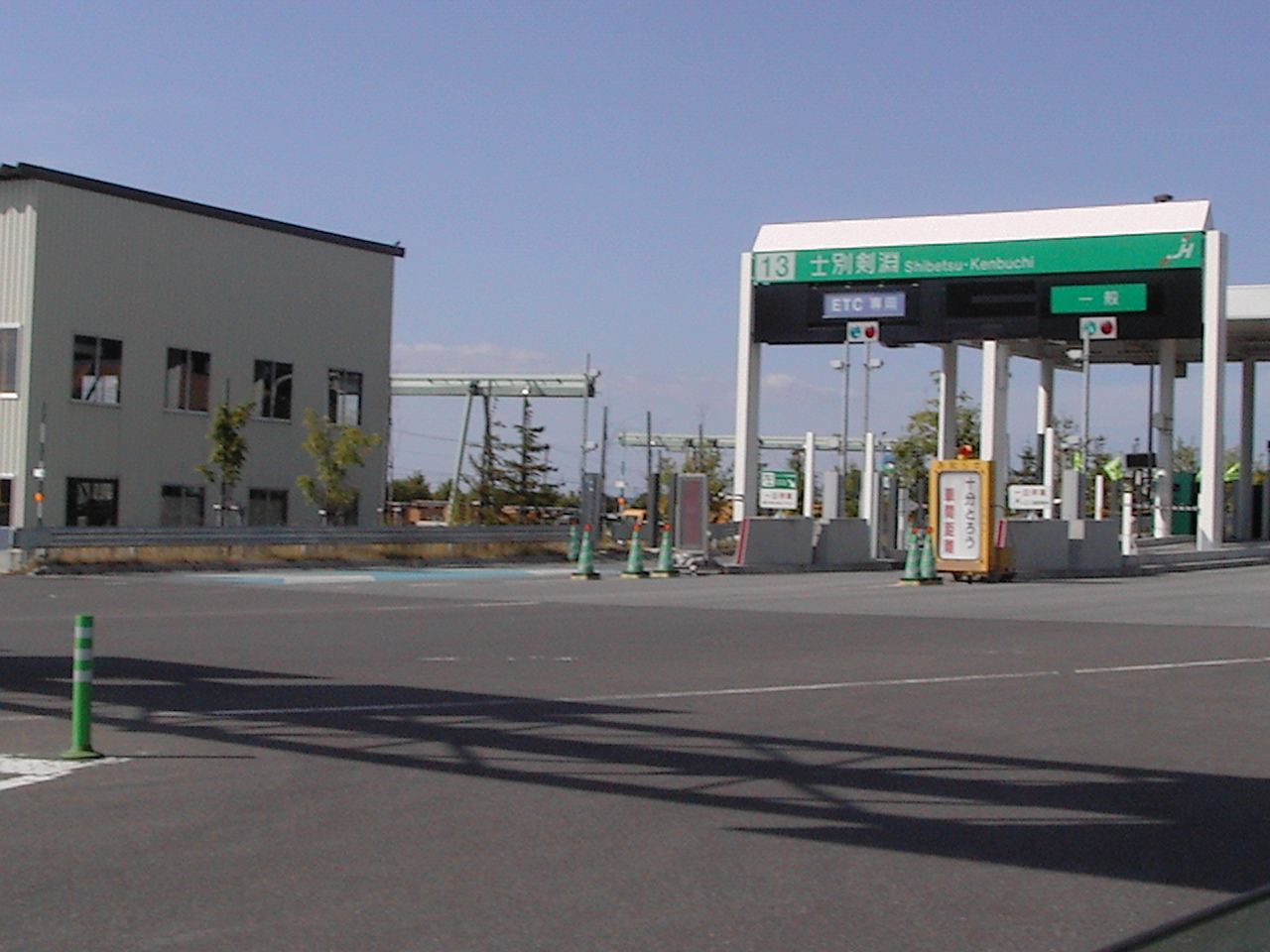
移設前の旧料金所

- 2003年（平成15年）10月4日：和寒IC - 士別剣淵IC間開通に伴い、供用開始[2]。
- 2003年（平成15年）12月25日：士別 - 名寄間が新直轄方式により整備されることが決定[3]。
- 2006年（平成18年）2月7日：士別剣淵IC - 多寄IC間が「緊急に整備する区間」として着工が決定[4]。
- 2009年（平成21年）10月29日：IC出入口付近にあった料金所を本線上（本線料金所）に移設[5]。
- 2018年（平成30年）12月 : IC番号を「13」から「48」に変更[注 1]。
- 2021年（令和03年）9月13日：本線料金所一般レーン（出口）に料金精算機を設置[8]。

## 周辺
- かつては北剣淵駅（JR北海道・宗谷本線）が存在していたが、利用者僅少のため2021年3月13日をもって廃駅となった。

## 接続する道路
- 直接接続
  - 北海道道1161号士別剣淵インター線
- 間接接続
  - 国道40号

## 士別剣淵本線料金所
出口レーンの一般ブースは料金精算機が設置されており、自分で料金を精算する。
- ブース数：4

### 入口
- ブース数：2
  - ETC専用：1
  - 一般：1

### 出口
- ブース数：2
  - ETC専用：1
  - 一般：1

## 隣
E5 道央自動車道
(47) 和寒IC - (48) 士別剣淵IC - 多寄IC（仮称）（事業中）